# Мохаммад Хусейн Мохаммадьян
Мохаммад Хусейн Мохаммадьян (перс. محمدحسین محمدیان; нар. 19 серпня 1992) — іранський борець вільного стилю, бронзовий призер чемпіонату світу, чемпіон Азії, володар Кубку світу.

## Життєпис
Боротьбою почав займатися з 2002 року. У 2013 році став бронзовим призером літньої Універсіади в Казані.
Виступав за борцівський клуб Сарі. Тренер — Алі Ходе.
Наприкінці 2015 року організація Об'єднаний світ боротьби дискваліфікувала Мохаммада Мохаммадьяна на 4 роки після того, як його аналіз дав позитивну пробу на потужний анаболічний стероїд. Прес-секретар Федерації боротьби Ірану Аліреза Резаї заявив, що Мохаммадьян пошкодив щиколотку майже вісім місяців до того і звернувся по допомогу до лікаря, який не був учасником медичних комітетів федерації. Резаї додав, що лікар нібито призначав препарат для швидкого відновлення кісток тканини Мохаммадьяна, а ліки містили речовини, що підлягають антидопінговим правилам.

## Родина
Його батько Аскарі Мохаммадьян — срібний призер чемпіонату світу, срібний призер та чемпіон Азії, срібний призер та чемпіон Азійських ігор, дворазовий срібний призер Олімпійських ігор.

## Спортивні результати на міжнародних змаганнях

### Виступи на Чемпіонатах світу
| Змагання                        | Збірна | Вагова категорія          | Місце  |
| ------------------------------- | ------ | ------------------------- | ------ |
| Чемпіонат світу з боротьби 2014 | Іран   | вільна боротьба, до 86 кг | Бронза |

### Виступи на Чемпіонатах Азії
| Змагання                       | Збірна | Вагова категорія          | Місце  |
| ------------------------------ | ------ | ------------------------- | ------ |
| Чемпіонат Азії з боротьби 2015 | Іран   | вільна боротьба, до 97 кг | Золото |

### Виступи на Кубках світу
| Змагання                    | Збірна | Вагова категорія          | Місце  |
| --------------------------- | ------ | ------------------------- | ------ |
| Кубок світу з боротьби 2015 | Іран   | вільна боротьба, до 97 кг | Золото |

### Виступи на інших змаганнях
| Змагання                            | Збірна | Вагова категорія          | Місце  |
| ----------------------------------- | ------ | ------------------------- | ------ |
| Турнір Алі Алієва 2013              | Іран   | вільна боротьба, до 84 кг | 24     |
| Літня Універсіада 2013              | Іран   | вільна боротьба, до 84 кг | Бронза |
| Турнір Алі Алієва 2014              | Іран   | вільна боротьба, до 86 кг | 17     |
| Меморіал Вацлава Циолковського 2014 | Іран   | вільна боротьба, до 86 кг | Бронза |
| Гран-прі Парижа з боротьби 2015     | Іран   | вільна боротьба, до 97 кг | Срібло |
| Турнір Степана Саргісяна 2015       | Іран   | вільна боротьба, до 97 кг | Золото |
| Меморіал Вацлава Циолковського 2015 | Іран   | вільна боротьба, до 97 кг | Бронза |

### Виступи на змаганнях молодших вікових груп
| Змагання                                  | Збірна | Вагова категорія          | Місце |
| ----------------------------------------- | ------ | ------------------------- | ----- |
| Кубок світу з боротьби серед юніорів 2011 | Іран   | вільна боротьба, до 74 кг | 4     |